# Vicia nigricans
Vicia nigricans là một loài vetch có hai phân loài sinh sống cách nhau hàng ngàn dặm. Phân loài bắc, ssp. gigantea (vetch khổng lồ), bản địa tây Bắc Mỹ từ Alaska đến bắc California, nơi nó xuất hiện ở các môi trường sống nội địa ẩm và ven biển. Phân loài nam, ssp. nigricans, mọc ở nam Nam Mỹ ở Argentina và Chile.

## Hình ảnh

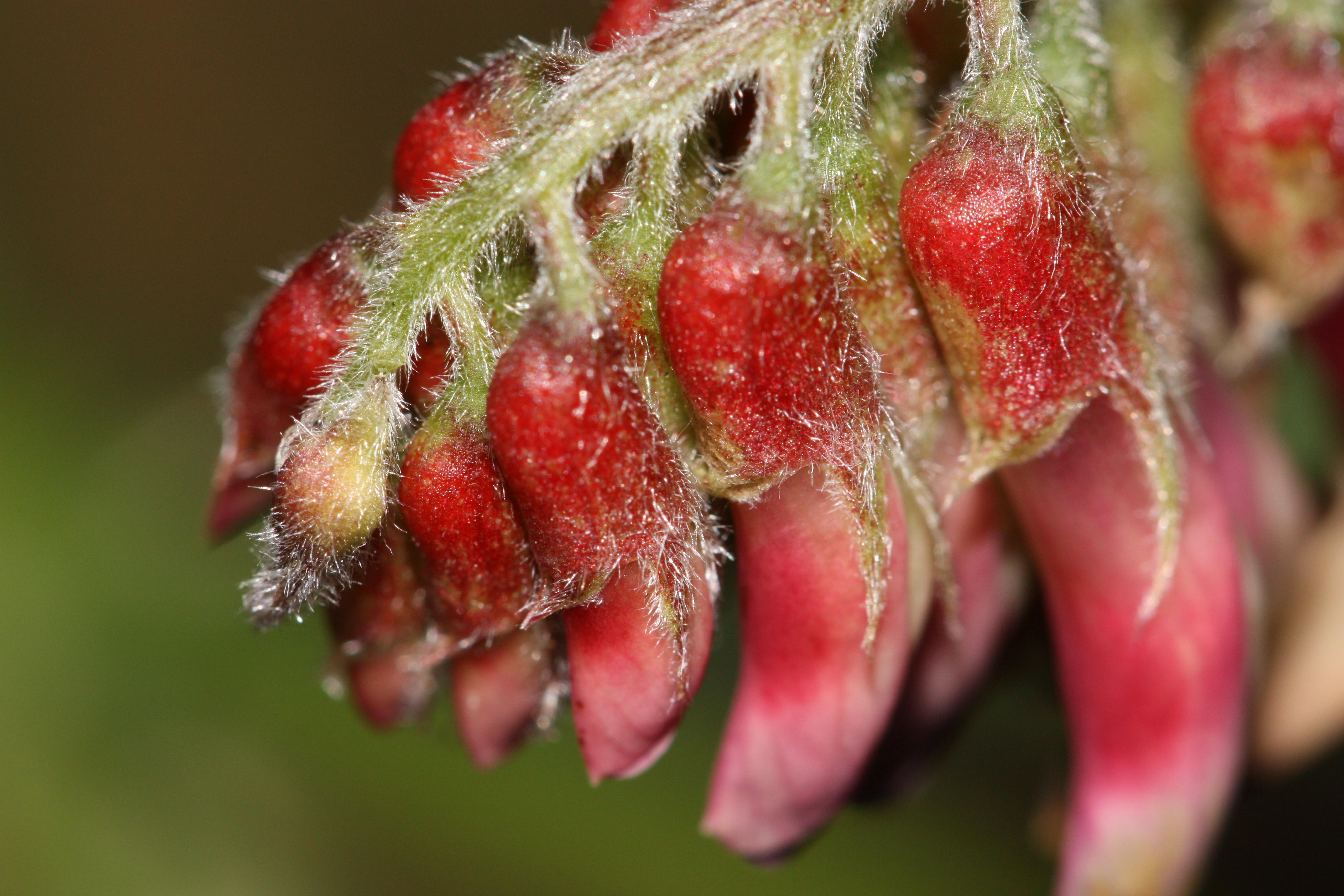
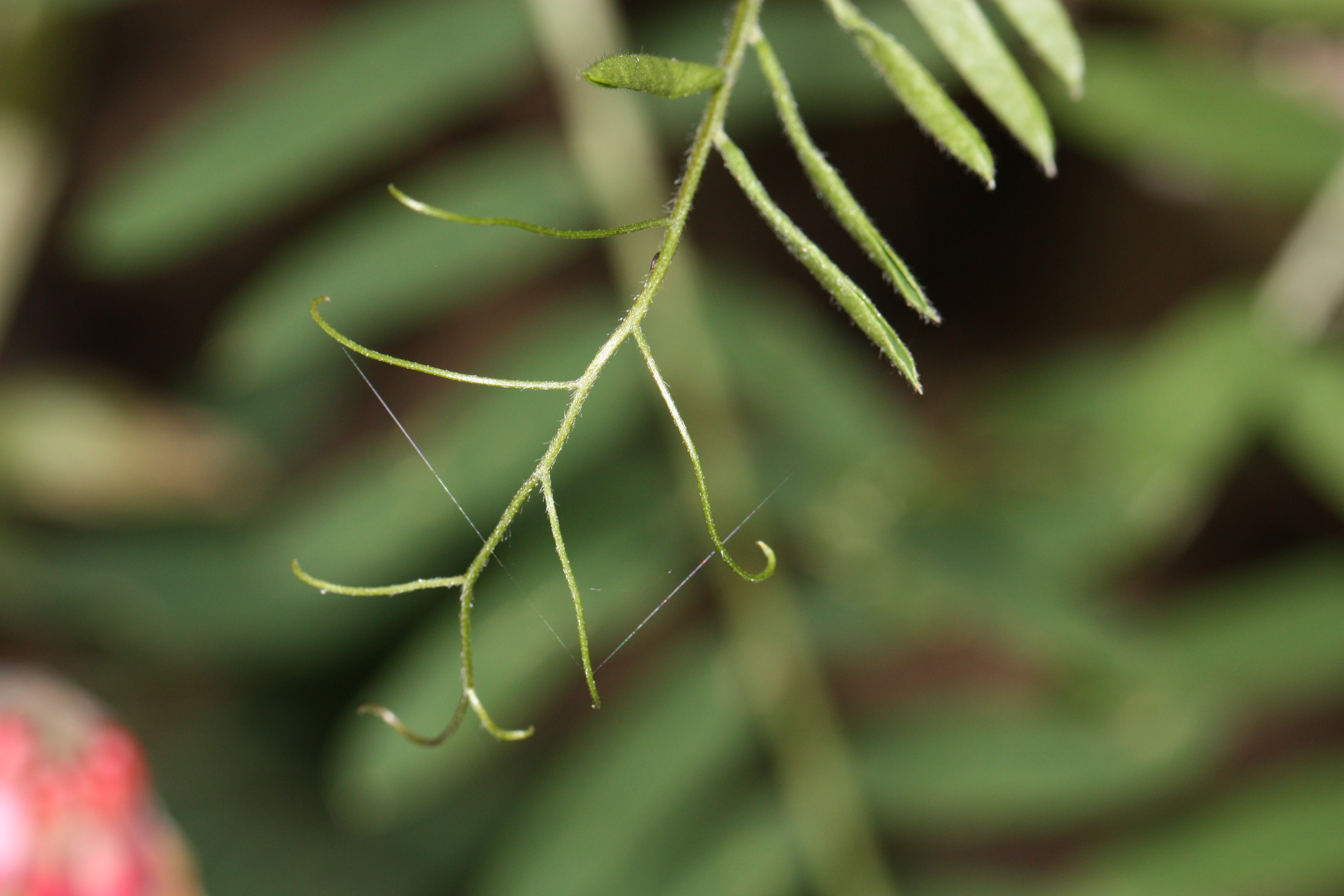
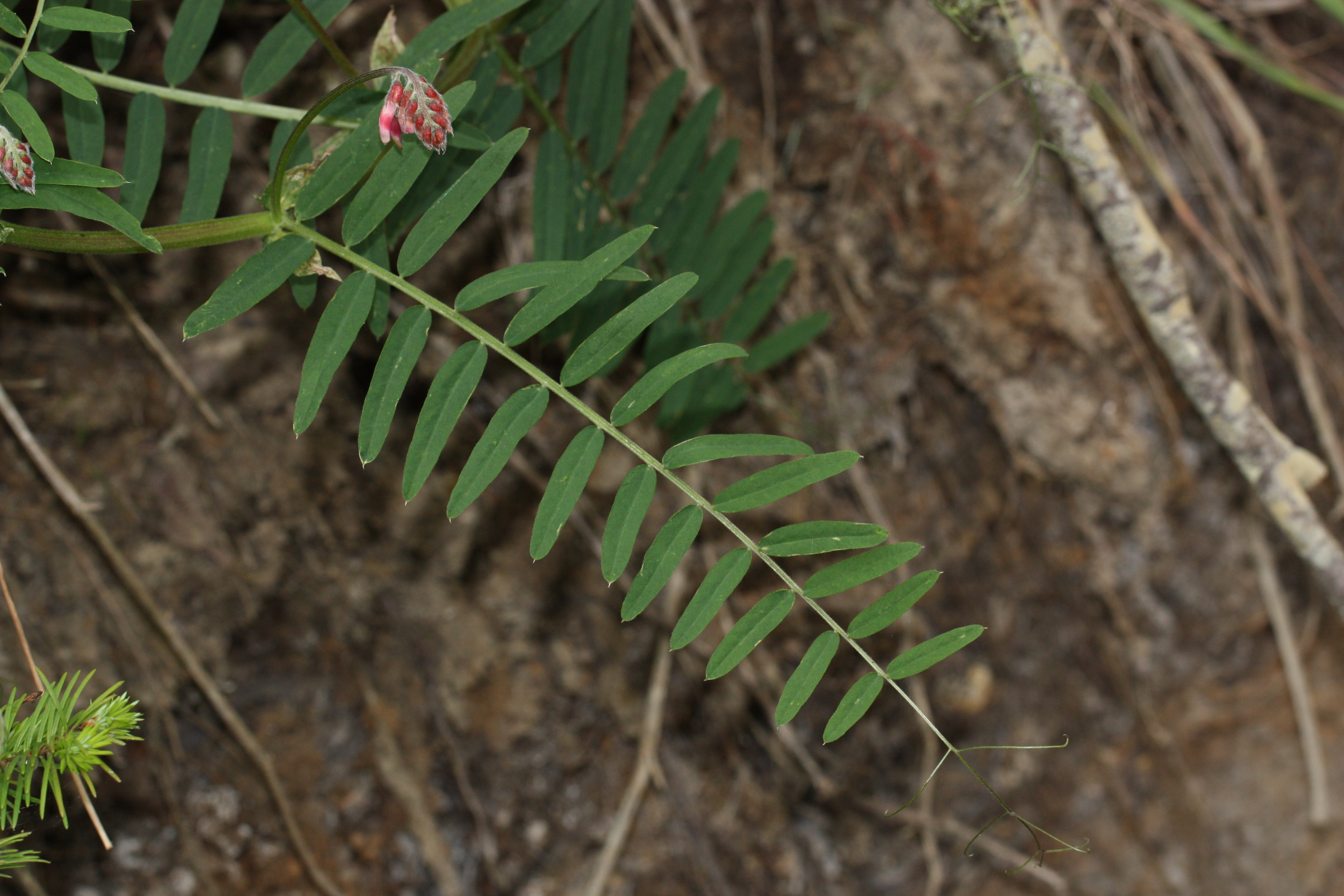
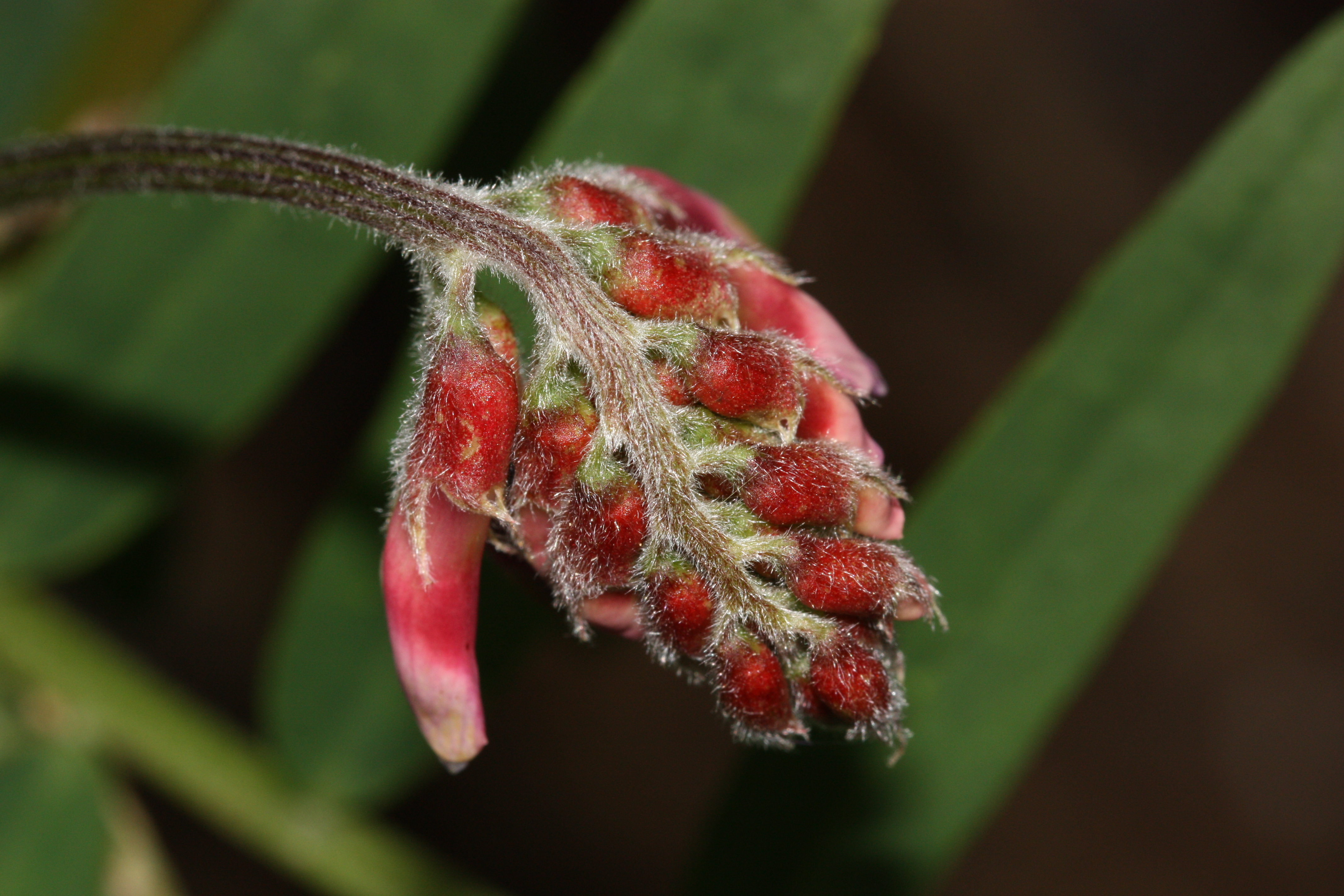